# یان زیورت
یان زیورت (آلمانی: Jan Siewert؛ زادهٔ ۲۳ اوت ۱۹۸۲) بازیکن سابق و مربی فوتبال اهل آلمان است.
وی سابقه مربی‌گری در تیم‌های باشگاه فوتبال روت‌وایس اسن و باشگاه فوتبال هادرزفیلد تاون را دارد.